# Södra Vi
Södra Vi is een plaats in de gemeente Vimmerby in het landschap Småland en de provincie Kalmar län in Zweden. De plaats heeft 1197 inwoners (2005) en een oppervlakte van 152 hectare.

## Verkeer en vervoer
Bij de plaats lopen de Riksväg 23 en Riksväg 34.

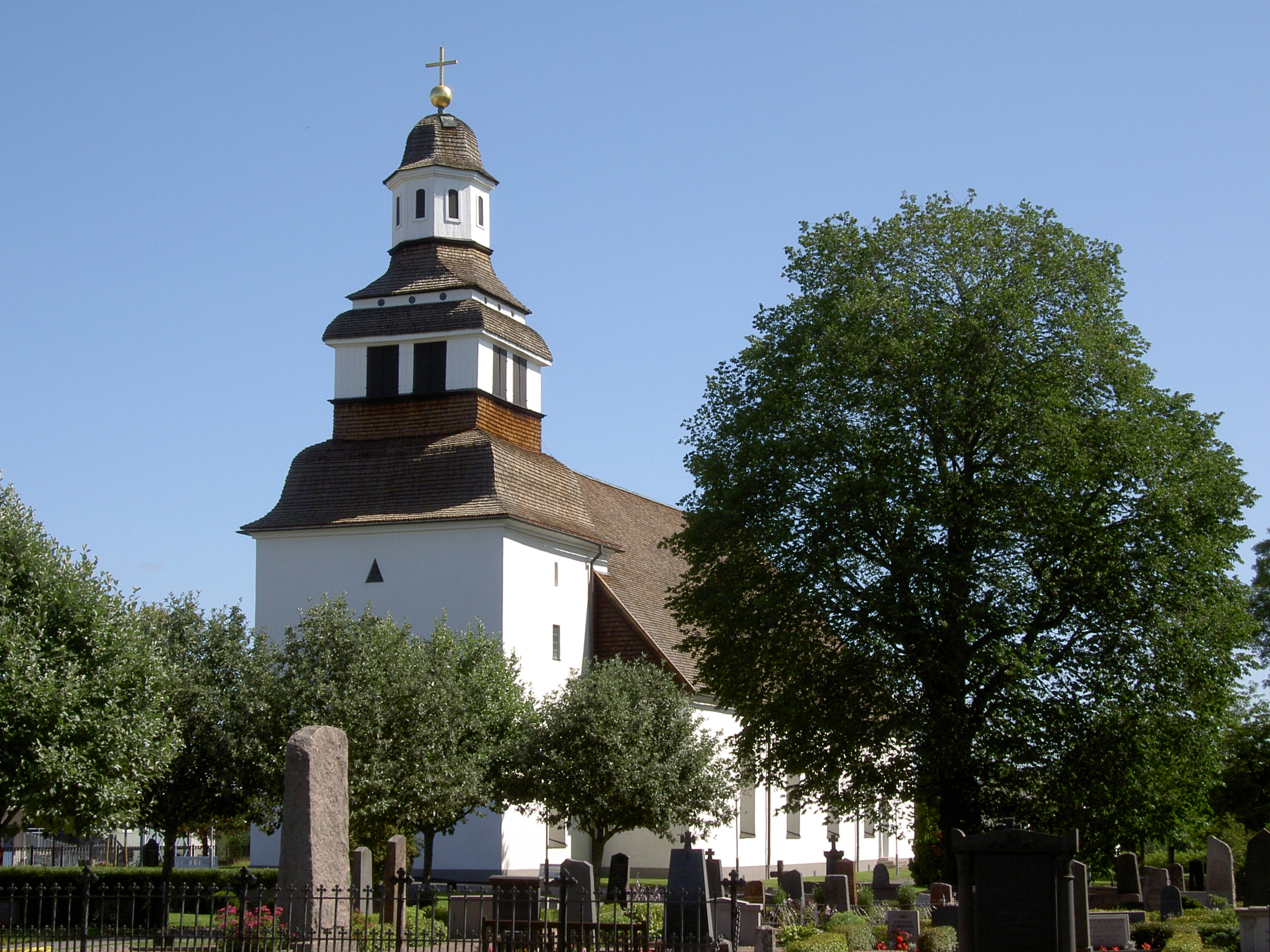
Kerk van Södra Vi